# Aleksandros Papadatos
Aleksandros Papadatos, gr. Αλέξανδρος Παπαδάτος (ur. 31 lipca 1993 w Cholargos) – grecki zapaśnik walczący w stylu klasycznym. Zajął czternaste miejsce na igrzyskach europejskich w 2015. Trzynasty na mistrzostwach Europy w 2021. Brązowy medalista mistrzostw śródziemnomorskich w 2015 roku.